# Medalha George W. Housner
A Medalha George W. Housner (em inglês:  George W. Housner Medal) é uma condecoração anual concedidada pelo Earthquake Engineering Research Institute, para aquele que "fez contribuições extraordinárias e duradouras para a segurança pública em terremotos mediante o desenvolvimento e aplicação de práticas e políticas de redução de riscos em terremotos".
Foi concedida a primeira vez em 1990 para o homenageado com o nome da medalha, George W. Housner.

## Laureados
- 1990: George W. Housner
- 1991: John Blume
- 1992: Donald Ellis Hudson
- 1993: Joseph Penzien
- 1994: Karl V. Steinbrugge
- 1995: Vitelmo Bertero
- 1996: Ray W. Clough
- 1997: Anestis Stavrou Veletsos
- 1998: William J. Hall
- 1999: Egor Popov
- 2000: Bruce Alan Bolt
- 2001: Clarence Roderic Allen
- 2002: Anil Kumar Chopra
- 2003: Carl Allin Cornell
- 2004: Daniel Shapiro
- 2005: Luis Esteva
- 2006: Paul C. Jennings
- 2007: Wilfred Iwan
- 2008: James M. Kelly
- 2009: Lloyd Cluff
- 2010: Robert V. Whitman
- 2011: Mete Avni Sozen
- 2012: Helmut Krawinkler
- 2013: Haresh C. Shah